# Slaget om Smolensk (1943)
Slaget om Smolensk også kaldet det andet slag om Smolensk og Operation Suvorov var en stor offensiv udført af den Røde Hær i det vestlige Sovjetunionen under 2. verdenskrig. Offensiven fandt sted næsten samtidig med slaget ved Dnepr og varede næsten to måneder. Den blev ledet af generalerne Andrej Jeremenko og Vasilij Sokolovskij. Offentsivens mål var at bekæmpe det nazistiske Tysklands tilstedeværelse i områderne omkring Smolensk og Bryansk. Smolensk var blevet besat ved den tyske invasion i 1941 og det første slag om byen.
Trods et imponerende tysk forsvar, var den Røde Hær i stand til at iscenesætte en række gennembrud, og befrie flere større byer, herunder Smolensk og Roslavl. Som et resultat af denne operation var den Røde Hær i stand til at påbegynde planlægningen for befrielsen af Hviderusland.

## Baggrund
Efter den mislykkede tyske offensiv under slaget ved Kursk i juli 1943 havde Wehrmacht mistet muligheden for at genvinde initiativet på østfronten. Efter det tyske nederlag ved Slaget om Stalingrad og den sovjektiske eksekvering af Operation Uranus havde de tyske tab af menneskeliv og materiel været store, og slaget ved Kursk havde afgørende reduceret de tyske styrkers effektivitet, og Wehrmacht måtte i stedet indstille sig på at forsvare sig mod den sovjetiske fremrykning.
Samtidig havde Hitler beordret styrker på Østfronten overført til Italien efter de allieredes invasion af Sicilien, hvilket yderligere havde svækket den tyske hærs styrke i Sovjetunionen.

### Tyske forsvarslinjer
Fronten havde været ganske stabil i fire-fem måneder før slaget, og havde flere geografiske egenskaber, der gjorde den fordelagtig for et stærkt forsvar. De tyske tropper havde haft tid til at bygge omfattende forsvarsværker, der flere steder bestod af op til fem eller seks led og med en dybde på mellem 100 og 130 kilometer.

## Resultat
Operationen resulterede i store tab for den tyske hær, der havde forventet, at kunne stoppe den sovjetiske fremrykning mens kampene sydpå ved Dnepr pågik. Den Røde Hær mødte stærk modstand i begyndelsen af offensiven, og led svære tab, men brød igennem på flankerne. Tyskerne måtte hente forstærknigner fra Dnepr til Smolensk for at stoppe den sovjetiske fremrykning. Som følge af truslen om at blive omringet trak de tyske tropper sig langsomt tilbage.
Smolensk-operationen var en afgørende sovjetisk sejr. Trods at fremrykningen på ca. 200.-250 km var beskeden sammenlignet med senere offensiver, var avancementet vigtigt af flere årsager. For det første blev de tyske tropper fordrevet fra vejene mod Moskva, hvilket fjernede den strategiske trussel, som havde bekymret Stavka siden 1941. For det andet var de tyske forsvarsværker nu næsten helt indtagne. Der bestod fortsat forsvarslinjer, men det var klart, at disse ikke ville kunne hindre den Røde Hærs fremrykning. For det tredje var Smolensk-operationen en vigtig hjælp under slaget ved Dnepr, de tyskerne havde låst mellem 40 og 55 tyske divisioner nær Smolensk, der således ikke kunne benyttes på den sydlige front. Endvidere blev den tyske front opdelt og de tyske Heeresgruppe A og Heeresgruppe B blev af skåret fra de nordlige tyske tropper, hvilket begrænsede muligheden for at flytte materiel og mandskab mellem de tyske hærgrupper.
I de befriede områder omkring Smolensk var næsten al industri og alt landbrug ødelagt. I Smolensk oblast var 80 % af beboelsesejendommene og 50 % af landejendomene ødelagt.
Efter Smolensk-offensiven stabiliseredes den centrale del af den sovjetisk-tyske front sig i flere månader frem til juni 1944 og kampene centreredes sydpå i Ukraine. Først i januar 1944 blev fronten flyttet mod nord, hvor de tyske styrker blev drevet tilbage fra Leningrad, hvilket afsluttede belejringen af Leningrad.